# Tales Along This Road
Tales Along This Road es el tercer álbum de la banda de Folk metal Finlandesa Korpiklaani. Fue grabado entre noviembre y diciembre del 2005

## Lista de canciones
| N.º | Título                                                                     | Duración |  |
| 1.  | «Happy Little Boozer»                                                      | 3:35     |  |
| 2.  | «Väkirauta» (Espada Magica o Metal Mágico)                                 | 3:44     |  |
| 3.  | «Midsummer Night»                                                          | 3:27     |  |
| 4.  | «Tuli Kokko» (Llamado del Águila)                                          | 5:25     |  |
| 5.  | «Spring Dance» (Instrumental)                                              | 3:05     |  |
| 6.  | «Under the Sun»                                                            | 4:12     |  |
| 7.  | «Korpiklaani» (Clan del Bosque)                                            | 4:39     |  |
| 8.  | «Rise»                                                                     | 5:20     |  |
| 9.  | «Kirki» (Canción de la Cacería)                                            | 4:23     |  |
| 10. | «Hide Your Richies»                                                        | 4:37     |  |
| 11. | «Free Like An Eagle (Limited/Japanese Edition Bonus Track)» (Instrumental) | 3:26     |  |

## Formación
- Jonne Järvelä – Voz líder, guitarras eléctricas y acústicas, mandolina.
- Jaakko "Hittavainen" Lemmetty – Violín eléctrico y acústico, jouhikko, silbato, torupill (gaita), mandolina, arpa de boca.
- Juho Kauppinen – Acordeón, voces secundarias, guitarras
- Jarkko Aaltonen – Bajo
- Kalle "Cane" Savijärvi – Guitarras, voces secundarias
- Matti "Matson" Johansson – Batería, voces secundarias.

- Datos: Q2080612